# جیمز بردلی
جیمز بردلی (انگلیسی: James Bradley؛ سپتامبر ۱۶۹۲– ۱۳ ژوئیهٔ ۱۷۶۲)، اخترشناس و کشیش انگلیسی بود که به عنوان سومین منجم سلطنتی از ۱۷۴۲ میلادی خدمت کرد. او را بیشتر به دلیل دو کشف بنیادین در نجوم می‌شناسند: ابیراهی نور (۱۷۲۵–۱۷۲۸) و حرکت ترقصی محور زمین (۱۷۲۸–۱۷۴۸).
این دو کشف توسط جان باپتیست ژوزف دالامبر، مورخ نجوم، منجم ریاضیاتی و هدایتگر رصدخانه پاریس به عنوان «هوشمندانه‌ترین و مفیدترین کشف قرن» توصیف شده است. دالامبر در «تاریخچه نجوم قرن هجدهم (۱۸۲۱) بیان می‌دارد:
ما مدیون همین دو کشف توسط بردلی در نجوم نوین هستیم. این خدمات مضاعف، کاشفانشان را در جایگاه بسیار ممتازی (پس از ابرخس و کپلر)، بالاتر از بزرگ‌ترین منجمان همه عصور و قرون مستحکم ساخته است.»

## زندگی‌نامه
بردلی در شربورن، نزدیک چلتنهام در گلاسترشایر بدنیا آمد. وی فرزند ویلیام بردلی و جین پوند بود که در سپتامبر ۱۶۹۲ میلادی بدنیا آمد. برادر او به نام جان نیز یک منجم بود. پس از این که در مدرسه گرامر وستوود در نورتلیچ در گلوسسترشایر شرکت کرد، وارد کالج بالیول آکسفورد در ۱۵ مارس ۱۷۱۱ میلادی شد و مدارج BL و مستر آو آرتسش را به ترتیب در ۱۷۱۴ و ۱۷۱۷ میلادی کسب نمود. مشاهدات اولیه او در اقامتگاه کشیشی وانستید دراسکس، تحت قیمومت جیمز پوند صورت داد که عمویش و یک منجم ماهر بود. بردلی به عنوان همکار انجمن سلطنتی، در تاریخ ۶ نوامبر ۱۷۱۸ میلادی انتحاب گردید.
او نایب بریدستو در هرفوردشر طی سال بعد آن بوده و زندگی بی دردسری نیز در ولز برایش توسط دوستش به نام ساموئل مولینئوکس فراهم گردید. او از مقامات کلیسایی خویش در ۱۷۲۱ میلادی استعفا داد، این استعفا زمانی رخ داد که در کرسی ساویلیان در آکسفورد گماشته شده و به عنوان قاری فلسفه تجربی از ۱۷۲۹ تا ۱۷۶۰ میلادی، ۷۹ درس را در موزه اشمولین ارائه نمود.
بردلی در ۱۷۴۲ میلادی به عنوان منجم سلطنتی جانشین ادموند هالی شد؛ سابقه‌اش او را قادر ساخت تا برای ابزارآلاتی به ارزش ۱۰۰۰ پوند به همراه چارک هشت فوتی را تهیه کند. تکمیل این چارک در ۱۷۵۰ میلادی توسط جان برد برای او صورت پذیرفت. وی این ابزار آلات را در گرینویچ، به مدت ده سال انباشت و ارزش غیرقابل تخمینی برای ایجاد اصلاحات اساسی در نجوم را فراهم آورد. کمک هزینه سلطنتی به مبلغ ۲۵۰ پوند در سال در ۱۷۵۲ برای او مقرر گردید.
نه سال بعد، بردلی به دلیل مشکلات سلامتی بازنشسته شد و به روستای کاتسوولد در چلفورد گلوسسترشایر رفت. یک پزشک محلی و دانیل لیسونز از آکسفورد به وضعیت سلامتی او رسیدگی می‌کرد. او در اسکیورالز هوس در ۱۳ ژوئیه ۱۷۶۲ میلادی فوت کرد. وی در حیاط کلیسای «هالی ترینیتی» مینچینهمپتون در گلوسسترشایر دفن شد. همسر وی قبل او در ۱۷۵۷ میلادی فوت کرد. وی در این مدت آخر عمر با یکی از دخترانش در قید حیات بودند.

## کارها
در ۱۷۲۲ میلادی، بردلی قطر زاویه‌ای زهره را با کمک تلسکوپ هوایی و طول کانون شیئی ۶۵ متری اندازه‌گیری نمود.
بردلی ابیراهی نور را هنگام تلاش جهت تشخیص اختلاف منظر ستاره‌ای کشف نمود. همچنین با ساموئل مولینئوکس تا زمان مرگ مولینئوکس در ۱۷۲۸ در جهت تلاش برای اندازه‌گیری اختلاف منظر گاما اژدها همکاری نمود.
این اختلاف منظر ستاره‌ای، در صورت وجود باید خود را به صورت حرکات دورانی سالانه روی موقعیت ظاهری ستاره نشان می‌داد. با این حال، در حالی که بردلی و مولینئوکس حرکت ظاهری مورد انتظار ناشی از اختلاف منظر را نیافتند، به جایش حرکت دورانی سالانه ناشناخته دیگری را یافتند. مدت کوتاهی پس از مرگ مولینئوکس، بردلی متوجه شد که این پدیده حاصل چیزیست که اکنون به آن ابیراهی نور می‌گوییم. نکته بنیادینی که باعث شد بر آن اساس بردلی حرکات سالانه‌ای که رصد کرده بود را از حرکات مورد انتظار ناشی از اختلاف منظر متمایز سازد این بود: جدول زمانی سالانه متفاوتی داشتند.
محاسبات نشان دادند که اگر هرگونه حرکت ناشی از اختلاف منظر وجود داشته باشد، آنگاه ستاره مورد نظر باید در دسامبر به جنوبی‌ترین موقعیت ظاهری و در ژوئن به شمالی‌ترین وضعیت خود برسد. اما چیزی که بردلی یافت این بود که حرکت ظاهری به جنوبی‌ترین نقطه خود در مارس و شمالی‌ترین نقطه در سپتامبر رسیده و اختلاف منظر را نمی‌توان علت آن دانست، بلکه حرکت الگوی مشاهده شده در ابتدا برایش مبهم بود.
داستان احتمالاً جعلی که اغلب روایت می‌شود این است: راه حل مسئله در نهایت هنگامی که بردلی در حال قایقرانی با قایق‌رانی در رودخانه تیمز بود به ذهنش رسید. او متوجه شد که هنگامی که قایق به بطرف دیگر می‌پیچد، بالای دکل پرچم کوچکی (telltale) قرار دارد که جهتش را تغییر می‌دهد، گرچه که باد تغییر جهت نمی‌دهد، اما تنها چیزی که تغییر کرده بود جهت و سرعت قایق بود. بردلی بر روی پیامدهای این فرضیه کار کرد که اگر جهت و سرعت زمین در مدارش تغییر کند و همزمان سرعت نور خارج شده از ستاره ثابت بماند، ممکن است تغییرات ظاهری در موقعیت ستاره را بتوان رصد نمود. او متوجه شد که این فرضیه با مشاهداتش به خوبی تطابق دارد و همچنین تخمینی را برای سرعت نور ارائه کرد و نشان داد که اگر اختلاف منظر ستاره ای وجود داشته باشد، در ژوئن و دسامبر به اوج خود رسیده و بسیار کوچک بوده به گونه‌ای که قابل اندازه‌گیری دقیق با ابزارآلات آن زمان نبود (همچنین کوچک بودن هر نوع اختلاف منظری، در مقایسه با انتظارات، نمایانگر این مطلب نیز بود که ستارگان باید فاصله بسیار دورتری نسبت به تصورات رایج زمانه از کره زمین داشته باشند).
این کشف که بعدها معروف به «ابیراهه نور» شد، مدرک جامعی از حرکت زمین بود و لذا صحت نظریات آریستارخوس، کوپرنیک و کپلر را نیز تأیید می‌کرد. این کشف در ژانویه ۱۷۲۹ میلادی به جامعه سلطنتی اعلام گردید. نظریه ابیراهه همچنین به بردلی امکان ارتقاء دقت تخمین‌های پیشین در رابطه با سرعت نور را داد که پیش از او در کارهای اوله رومر و سایرین برایش تخمین‌هایی ارائه شده بود.
اولین مشاهداتی که ابیراهه بر مبنای آن‌ها بنا شد، در خانه مولینئوکس در کیو گرین صورت پذیرفت و در خانه عموی بردلی به نام جیمز چوند در وانستد، اسکس ادامه یافت. بعد از انتشار کار او در زمینه ابیراهه، بردلی به رصدهای خود ادامه داده تا کشف عمده دوم خود را در رابطه با حرکت ترقصی محور زمین توسعه دهد، اما این کار را به صورت چاپی تا ۱۴ فوریه ۱۷۴۸ میلادی اعلام نکرد تا این که صحت آن را براساس رصدهای دقیق طی انقلاب کامل (۱۸٫۶ سال) در گره‌های ماه مورد آزمایش قرار دهد.
انتشار رصدهای بردلی به دلیل مناقشاتی پیرامون صاحبانش به تأخیر افتاد. اما در نهایت توسط انتشارات کلارندون آکسفورد در دو مجلد (۱۷۹۸ و ۱۸۰۵) انتشار یافت. با این وجود بینش و صنعت فردریش ویلهلم بسل جهت توسعه اهمیت بنیادینشان مورد نیاز بود.